# Automeris approximata
Automeris approximata är en fjärilsart som beskrevs av Walker 1865. Automeris approximata ingår i släktet Automeris och familjen påfågelsspinnare. Inga underarter finns listade i Catalogue of Life.